# خميس العويران
خميس حمد عويران الدوسري (8 سبتمبر 1973 - 7 يناير 2020) لاعب كرة قدم سعودي، لَعْب لنادي الاتحاد السعودي بعد انتقاله من نادي الهلال السعودي.

## الحياة الشخصية
خميس هو ابن عم اللاعب الدولي سعيد العويران و ابن خالة اللاعبين عبد الله الجمعان وفيصل الجمعان.

## مشواره الكروي
الأندية التي لعب لها: الهلال السعودي من فترة 1991-2001، والاتحاد السعودي 2001-2007، لعب للمنتخب السعودي الأول (1994-2004)، اعتزل كرة القدم منتصف عام 2006م.
شارك مع المنتخب السعودي الأول عدة محافل دولية كبرى كأس آسيا 1996 وكأس آسيا 2004 وكأس العالم 1998 وكأس العالم 2002 وكأس القارات 1997 وغيرها من بطولات آخرى على مستوى العرب والخليج.

## الإنجازات

### النادي
الهلال
- دوري أبطال آسيا (1): 2000
- كأس أبطال الكؤوس الآسيوية (1): 1997
- كأس السوبر الآسيوي (1): 1997
- دوري المحترفين السعودي (2): 1995–96، 1997–98
- كأس ولي العهد السعودي (2): 1995، 2000
- كأس الاتحاد السعودي (3): 1993، 1996، 2000
- كأس المؤسس السعودي (1): 1999
- كأس الخليج للأندية (1): 1998
- كأس العرب للأندية الأبطال (2): 1994، 1995
- كأس السوبر العربي (1): 2001
- كأس السوبر المصري السعودي (1): 2001

 الاتحاد
- دوري أبطال آسيا (2): 2004، 2005
- دوري المحترفين السعودي (1): 2002–03
- كأس ولي العهد السعودي (1): 2004
- كأس العرب للأندية الأبطال (1): 2005
- كأس السوبر المصري السعودي (1): 2003

### المنتخب
- كأس آسيا (1): 1996
- كأس العرب (1): 1998
- كأس الخليج العربي (2): 2002، 2003

## وفاته
توفى يوم 7 يناير/ كانون الثاني 2020.

## روابط خارجية
- خميس العويران على موقع الاتحاد الدولي (مؤرشف)  (الإنجليزية)
- خميس العويران على موقع ناشيونال فوتبول تيمز (الإنجليزية)
- خميس العويران على موقع كووورة
- خميس العويران على موقع أوليمبيديا (الإنجليزية)